# 인증
인증(認證, authentication)은 참이라는 근거가 있는 무언가를 확인하거나 확증하는 행위이다. 객체를 인증하는 것은 이에 대한 출처를 확인하는 것을 뜻하는 반면, 사람을 인증하는 것은 사람들의 신분을 구성하는 것을 말한다. 인증은 하나 이상의 인증 요인에 따라 달라질 수 있다.

## 인증의 대상
인증(認證)은 제3자에 대해 어떠한 인적 물적 객체나 서비스 또는 문서나 행위가 정당한 절차로 이루어졌다는 것을 공적 기관이 증명하는 절차 및 제도를 말한다. 물리적 객체가 대상인 상풍이나 물품이 한국표준협회로부터 인증받아 'KS마크'를 부여받는 것이 대표적인 예이다. 한편 KS 인증마크에는 무형의 서비스분야도 인증받을수있다.  이러한 인증제도로는 한국에너지공단의 '에너지절약마크' 나  환경부의 '친환경 인증제도'가 있으며 일상생활에서 분리배출 및 수거로 친환경 생활양식에 중요하게 사용되고있는 '분리배출표시제도'인 재활용마크등이 있겠다.
문서로는 개인의 법적 행위의 권한 있음을 증명하는 본인의 개인인감을 등록한 인감증명서가 대표적이다. 한편 전자서명법의 발효로  인터넷등의 네트워크상에서 전자적으로 개인의 신분을 증명하는 공인인증서는 문서적인 인감증명서의 전자화라고 볼수도 있다.

## 인증이 필요한 분야

### 금전
위조 지폐와 수표가 여전히 문제가 되고 있다. 인증을 함으로써 용이해지고 신뢰성을 가질 수 있게 되었다.

### 물품
포장 속에서 인증은 물품과 그 안의 내용이 진짜임을 표기하는 특별한 이름표, 표기 등으로 일컫는다. 향수, 패션 옷과 같은 것들이 가짜인지 아닌지를 알려 준다.

### 신용 카드
거래를 마치기 위해서는 신용 카드를 인증해야 한다.

### 컴퓨터 보안
컴퓨터 보안에서 인증은 로그인 요청 등을 통해 통신 상에서 보내는 사람의 디지털 정체성을 확인하는 시도의 과정이다.
인증 수단은 크게 3가지로 나누어 살펴볼 수 있다.
- 지식: 내가 알고 있는 것 (ID/PW, 기존에 미리 답을 저장해 둔 질문에 답하거나 하는 식의 인증 수단)
- 소유: 내가 가진 것 (인증서, 보안카드, OTP 등)
- 신체: 내 몸의 특징 (지문, 음성, 홍채, 안면 형태, 심박수 등)

### 접근 제어
인증에 대한 익숙한 용도로 접근 제어가 있다. 컴퓨터 시스템은 인증받은 사람들만이 사용하도록 설계되어 있고, 이러한 시스템은 인증받지 못한 사람들을 찾아 내서 제외시켜야 한다. 인증에 대한 일반적인 접근 제어의 예는 다음과 같다:
- ATM에서 현금을 회수한다.
- 인터넷을 통해 원격 컴퓨터를 제어한다.
- 인터넷 뱅킹 시스템을 사용한다.

## 관련법

### 대한민국

#### 전자서명법
대한민국의 전자서명법에서 "인증"이라 함은 전자서명생성정보가 가입자에게 유일하게 속한다는 사실을 확인하고 이를 증명하는 행위를 말한다.(제2조 6호) "인증서"라 함은 전자서명생성정보가 가입자에게 유일하게 속한다는 사실 등을 확인하고 이를 증명하는 전자적 정보를 말한다.(제2조 7호)
"공인인증서"라 함은 제15조의 규정에 따라 공인인증기관이 발급하는 인증서를 말한다.(제2조 8호) "공인인증업무"라 함은 공인인증서의 발급, 인증관련 기록의 관리등 공인인증역무를 제공하는 업무를 말한다.(제2조 9호) "공인인증기관"이라 함은 공인인증역무를 제공하기 위하여 제4조의 규정에 의하여 지정된 자를 말한다.(제2조 10호)

## 같이 보기
- SSH
- 표준화 기구

## 참고 자료
- 한국산업기술시험원-해외인증정보시스템